# Костянтин Далассен
Костянтин Далассен (*Κωνσταντίνος Δαλασσηνός, 970/980 —після 1042) — політичний та військовий діяч Візантійської імперії.

## Життєпис
Походив з провінційного роду Далассенів. Старший син Даміана Далассени, дуки Антіохії. Народився між 965 та 970 роками. 998 року разом з батьком та братами брав участь у битві при Апамеї проти військ Фатимідського халіфату. Візантійці зазнали поразки, Даміан Далассен загинув, а Костянтин з братом Феофілактом потрапив у полон. Невдовзі їх було продано Джейшу аль-Самсалі, одному з очільників фатімідського війська. Після цього до 1008 року мешкав у в'язниці Каїру, поки Костянтина разом з братом не було викуплено.
У 1010-х роках брав участь у військових діях проти Болгарської [уточнити] держави. У 1021 році звитяжив у війні проти Георгія I, царя Грузії. Після поразки останнього було утворено фему Іберія.
У 1024 році Костянтина Далассена призначено дукою Антіохії з титулом патрикія. У 1025 році після перебрання влади Костянтином VIII набув найвищої ваги. Імператор довіряв Далассену, якого розглядав як свого спадкоємця. Костянтин VIII заповів, щоб Костянтин Далассен оженився на його доньці Зої. Втім поки Далассен дістався до столиці імперії радники Костянтина VIII переконали того влаштувати шлюб з Романом Аргиром. Євнухи бажали мати на троні більш слабкого володаря. Костянтину Далассену було наказано повернутися до Антіохії.
У 1030 році брав участь у великому поході імператора Романа III проти Алеппо, яке завершилося поразкою у битві при Азазі. Костянтин Далассен не виконав наказ імператора надати допомогу авангардному загону Льва Хіросфакта, який потрапив у засідку. Замість цього повернувся до основних сил.
За часів правління імператора Михайла IV фактично очолив опозицію до імператора. Далассена підтримувала значна частина знаті, синклітиків, населення Костянтинополя. Його підтримував впливовий військовик Костянтин Дука.
Така ситуація викликала занепокоєння Михайла IV. Тому його брат Іоанн Орфанотроф під гарантію безпеки запросив Костянтина Далассена до столиці. Той прибув у 1034 року до Костянтинополя. Але, коли того ж року в Антіохії спалахнуло повстання проти дуки Никити, брата імператора, Далассена було схоплено та ув'язнено. До 1039 року усіх його родичів та союзників було заслано.
Спочатку Костянтина Далассена було відправлено на острів Принкіпо в Мармуровому морі. Потім переведно до в'язниці в столиці імперії. Планувалося призначити Далассена на чолі війська проти Абхазії, але імператор Михайло IV не погодився з цим.
У 1041 році після сходження на трон Михайла V Костянтина Далассена було звишено (?) стати ченцем, але він отримав свободу пересування. У 1042 році після повалення Михайла V фактична влада перейшла до Зої, доньки Костянтина VIII. Було вирішено обрати їй чоловіка. Спочатку було викликано Костянтина Далассена, але його незалежна вдача, сильний характер не сподобався імператриці. Тому вибір впав на Костянтина Мономаха. Подальша доля Далассена не відома.

## Родина
- донька (ім'я невідоме), дружина Костянтина Дуки, візантійського імператор
- Феодор, протоновеліссім